# 費爾維拉 (佛羅里達州)
費爾維拉（英語：Fairvilla）是位於美國佛羅里達州橙縣的一個非建制地區。該地的面積和人口皆未知。

## 地理
費爾維拉的座標為28°34′44″N 81°24′31″W / 28.57889°N 81.40861°W，而該地的平均海拔高度為30米（即98英尺）。